# Kaiyō (Tokushima)
Kaiyō (jap. 海陽町 Kaiyō-chō) – miasto w Japonii, na wyspie Sikoku, w prefekturze Tokushima. Według danych na rok 2020 miejscowość zamieszkiwało 8 358 mieszkańców , a gęstość zaludnienia wyniosła 25,5 os./km².